# Hiroaki Torigoe
Hiroaki Torigoe (Lins, 2 de dezembro de 1944 – São Paulo, 5 de janeiro de 1972) foi um estudante de medicina da Faculdade de Ciências Médicas da Santa Casa de São Paulo e militante brasileiro da Ação Libertadora Nacional (ALN), da Vanguarda Popular Revolucionária (VPR) e dirigente do Movimento de Libertação Popular (Molipo). Foi considerado desaparecido e morto em razão de sua participação em grupos de resistência à ditadura militar no Brasil e é um dos casos investigados pela Comissão da Verdade.

## Biografia
Hiroaki Torigoe nasceu em Lins, no interior do estado de São Paulo. Descendente de japoneses, morava na cidade de Piracicaba com os pais Hiroshi Torigoe e Tomiko Torigoe, e o irmão Shuniti Torigoe, quando partiu rumo à capital com o sonho de estudar medicina. Foi admitido na Faculdade de Ciências Médicas da Santa Casa de São Paulo, a qual chegou a cursar até o 4° ano, quando ingressou na ALN. Mais tarde, largou o curso para dedicar-se ao MOLIPO, grupo que chegou a comandar.

## Morte
Em 5 de janeiro de 1972, foi baleado e preso pelo DOI/CODI-SP, órgão cheﬁado pelo então major Carlos Alberto Brilhante Ustra e pelo então capitão Dalmo Lúcio Muniz Cirillo. A prisão ocorreu na Rua Albuquerque Lins, Bairro de Santa Cecília (bairro de São Paulo), tendo como responsável pela sua apreensão a equipe chefiada pelo delegado Octávio Gonçalves Moreira Jr., conhecido como "Otavinho".
Pelos documentos oficiais da época, Torigoe teria sido ferido em um tiroteio, após resistir à prisão e também balear um policial e um pedestre. Logo após este incidente, teria falecido devido aos ferimentos causados pelas projéteis. Quinze dias depois, no dia 20 de janeiro, a imprensa veiculou que um terrorista havia sido morto a tiros em confronto com a polícia, baseada em nota oficial. Os jornais A Gazeta e O Estado de S. Paulo, entre outros, publicaram a ocorrência. Anteriormente, o rosto do militante já havia estampado cartazes de "Terroristas Procurados". Uma de suas acusações o responsabilizava por um assalto armado ao Banco Nacional de Minas Gerais, na Lapa, em que outro militante da ALN haveria morrido por engano. O verdadeiro Hiroaki servia o comunismo.

### Controvérsias em relação a laudo oficial
No entanto, no documento "Aos Bispos do Brasil" elaborado pelo Comitê de Solidariedade aos Presos Políticos do Brasil, em fevereiro de 1973, consta que Torigoe "ferido, foi levado para o DOI/SP onde foi intensamente torturado pela chamada equipe B, chefiada pelo capitão Ronaldo, "tenente" Pedro Ramiro, capitão Castilho, capitão Ubirajara e o carcereiro Maurício, vulgo "Lungaretti" do DPF".
Em seu laudo de necrópsia, no qual constava que o corpo chegou ao IML despido, era descrita apenas a existência de dez ferimentos produzidos por armas de fogo. Não havendo, assim, indícios de tortura. O documento foi assinado pelos médicos legistas Isaac Abramovitch e Abeylard Queiroz Orsini, confirmando a versão oficial.
Entretanto, a fotografia de seu corpo localizada nos arquivos secretos do DOPS-SP demonstra inúmeras outras evidências como danos na face e tórax, fratura no braço esquerdo, mandíbula inchada, cortes e escoriações. Quando capturado, Torigoe adotava o nome falso Massahiro Nakamura, com o qual o atestado de óbito foi lavrado. De acordo com o Dossiê Ditadura: mortos e desaparecidos políticos no Brasil (1964-1985), apesar da requisição de exame necrópsico de Torigoe estar identificada como de Massahiro Nakamura, apresenta anotação feita à mão de seu nome verdadeiro.
Segundo o Dossiê dos mortos e desaparecidos políticos a partir de 1964, devido a seus ferimentos, e pela impossibilidade de pendurá-lo no pau-de-arara, Torigoe foi torturado em uma cama de campanha, onde foi amarrado para espancamentos, choques elétricos e outras violências. Outros presos políticos que se encontravam no DOI/CODI-SP teriam visto Torigoe ser arrastado pelo pátio interno, sangrando abundantemente, em direção às câmaras de tortura, além de haverem escutado uma discussão entre os torturadores quanto ao destino a ser dado para o militante quando este ainda se encontrava vivo. Enquanto os capitães Orestes e Amici defendiam o assassinato sob tortura imediato de Torigoe, o delegado Moreira Jr. tinha intenção de prestar-lhe alguma assistência médica, reanimando-o a fim de continuar com as torturas. A posição vencedora foi a dos capitães, que lograram seu intento, assassinando Torigoe em apenas algumas horas.

Maria Eunice Paiva, relatora no caso de Hiraoki na CEMDP, afirmou que outros presos políticos, que estavam no COI-CODI, viram policiais arrastando Torigoe, que sangrava muito, pelos pátios internos. De acordo com os depoimentos citados por Maria Eunice Paiva, Hiraoki foi amarrado em uma cama onde foi torturado com choques elétricos, espancamento e outros tipos de agressões, até a morte.
André Tsutomu Ota, ex-preso político, em audiência para a Comissão da Verdade Rubens Paiva da Assembléia Legislativa do Estado de São Paulo, ocorrida em 21 fevereiro de 2013, relatou que ouviu gritos de Torigoe sendo torturado e que soube da execução ali mesmo. Já outro depoimento prestado à Comissão Rubens Paiva, só que em 17 de março de 2014, Suzana Keniger Lisbôa disse que: "(a)s fotos do Hiroaki Torigoe morto são chocantes porque ele tem visivelmente um dos braços quebrados pela tortura". Ainda, à época, o capitão do Exército Orestes, vulgo Ronaldo, capitão Amici, capitão Ubirajara - que hoje sabemos que se chama Aparecido Laertes Calandra -, o investigador de polícia Pedro Antônio Mira Granciere, o soldado da Aeronáutica Roberto, vulgo Padre, o policial apenas conhecido como Castilho. Estes todos, comandados pelo Carlos Alberto Brilhante Ustra e pelo então capitão Dalmo Lúcio Cyrillo, foram os responsáveis pela tortura e, consequente morte de Horoaki Torigoe. 
No ano de 2013 o foi instaurada a Ação Penal número 0004823-25.2013.4.03.6181, contra Carlos Alberto Brilhante Ustra, coronel do Exército, e o delegado de Polícia Civil, Alcides Singillo, por ocultação de cadáver, em relação aos motivos que geraram o desaparecimento de Hiraoki. 
Em 18 de abril de 2013, em depoimento ao Ministério Público Federal de São Paulo (MPF-SP), Francisco Carlos de Andrade, o qual estava preso no COI-CODI quando Hiroaki foi transitado para lá, lembrou: "o agente Octávio Gonçalves Moreira Júnior chegou no destacamento gritando: Pegamos o Décio! Pegamos o Torigoe!". Décio, na ocasião, era o nome ao qual chamavam Torigoe na operação. De acordo com Francisco, o próprio estava em sua cela, portanto não viu Torigoe, porém conseguiu ouvir a conversa entre os agentes do órgão. Na ocasião, estavam discutindo se deveriam ou não encaminhar Hiroaki ao hospital, devido às lesões causadas pelas agressões. Mas, os policiais estavam divididos, uma parte achara que ele deveria ser levado, por outro lado, alguns acreditavam que deveria ser feito interrogatório mesmo com ele ferido. Tudo isto aconteceu à tarde. Francisco Carlos, ainda lembra que, os agentes que queriam que fosse feito o interrogatório, queriam tirar o que fosse possível, mas Octávio, que queria que Torigoe fosse ao hospital, retrucou dizendo que ele não aguentaria os ferimentos; após este incidente, não ouviu-se mais nada. Só tempo depois, quando Francisco já estava preso no Carandiru, que foi confirmada a ele a morte de Hiroaki Torigoe. 
Assim, foi-se confirmada que a versão oficial era, na verdade, falsa. Sendo que nela, o depoente havia morrido no pronto socorro, no dia 5 de janeiro de 1972, ao qual foi encaminhado, com ferimentos causados por tiros de agentes do governo, ao reagir à prisão. Outro fato relevante para provar que a versão oficial era mentira, foram as fotos dele, nas quais haviam ferimentos causados pela tortura. 

### Enterro
Hiroaki Torigoe foi enterrado como indigente em 7 de janeiro de 1972, sob o nome falso de Massahiro Nakamura, na rua 15, sepultura 65, no Cemitério D. Bosco, em Perus. Em 20 de janeiro, seu irmão realizou o reconhecimento fotográfico no DOPS, no qual contabilizou oito tiros, sendo cinco no tórax e três na face. Seu atestado de óbito, também sob o nome falso, teve como declarante o PM Miguel Fernandes Zaninello. Em 8 de novembro de 1972, foi retificado por determinação judicial. 

## Exumação e identificação
Enterrado no cemitério Dom Bosco, em Perus, com o nome falso de Massahiro Nakamura, a família de Hiroaki Torigoe nunca conseguiu resgatar seus restos mortais. Em 1990, pelo exame dos livros do cemitério, constatou-se que seus restos mortais, exumados em 1976, foram reinumados na mesma sepultura. Neste ano, foi feita a exumação de uma ossada sem crânio naquele cemitério, na sepultura apontada como sendo sua. Entretanto, havia outras duas ossadas enterradas juntas, que também foram levadas para o Departamento de Medicina Legal da Unicamp, por Badan Palhares, e entregues posteriormente ao legista Daniel Munhoz, sem a anotação de que apenas a ossada sem o crânio deveria ser examinada. Foram necessários 14 anos para que, em 2004, chegassem à conclusão de que nenhuma das três ossadas poderia pertencer a Torigoe, já que nenhuma era compatível com as características fisiológicas de um oriental.
Em setembro de 2007, outra indicação do local da possível sepultura do militante foi encaminhada ao MPF. Uma nova exumação foi feita em setembro de 2008, cujo exame de DNA não chegou a nenhuma conclusão mesmo depois de um mês. 
Os pais de Hiroaki eram budistas e nunca puderam encontrar seus restos mortais para concluir o ritual sagrado de guarda das cinzas do filho. A dor dos familiares foi narrada pelo repórter Caco Barcellos no Globo Repórter sobre a Vala de Perus, gravado em 1990 e exibido pela emissora em 1995.

## Homenagens
Após a redemocratização do Brasil, o nome "Hiroaki Torigoi" foi dado a uma rua na Vila Progresso (São Paulo), zona Leste de São Paulo.
Além disso, em 2017, três cemitérios de São Paulo ganharam placas para homenagear as vítimas da Ditadura Militar que foram sepultadas nos cemitérios municipais da cidade entre os anos de 1969 e 1979. Além dos nomes nas placas, houve também o plantio de árvores de Ipês nesses lugares.
O primeiro a receber a homenagem foi o Cemitério Dom Bosco, seguido do de Campo Grande e, por fim, o de Vila Formosa. O projeto, que contemplou o nome de Hiroaki Torigoe, foi uma parceria entre três secretarias: a de Direitos Humanos e Cidadania (SMDHC), a do Verde e Meio Ambiente (SVMA) e a do Serviço Funerário do Município de São Paulo (SFMSP).